# Coppa Italia 2000-2001 (calcio femminile)
L'edizione 2000-2001 è stata la ventinovesima della storia della Coppa Italia di calcio femminile. Il trofeo è stato vinto per la quarta volta dalla Torres FO.S., che ha sconfitto in finale il Bardolino.

## Squadre partecipanti
Al torneo hanno partecipato le 16 squadre di Serie A e le 41 squadre di Serie B.

### Serie A
- Agliana
- Aquile Palermo
- Atletico Oristano
- Autolelli Picenum
- Bardolino
- Fiamma Monza
- Foroni
- G.E.A.S.

- Gravina
- ACF Milan
- Pisa
- Ruco Line Lazio
- Sarzana
- Torino
- Torres Fo.S.
- Tradate Abbiate

### Serie B
Girone A
- Alessandria
- Attilia Nuoro
- Aurora 72
- Biellese
- Football Cagliari
- Como 2000
- La Chivasso
- Olbia
- Sporting Segrate 92
- Vallassinese

Girone B
- Belluno
- Chiasiellis
- Gordige
- Hellas Oppeano
- Libertas Pasiano
- Tavagnacco
- Tenelo Club Rivignano
- Union Altavilla Tavarnelle
- VeneziaJesolo
- Vittorio Veneto

Girone C
- Dinamo Faenza
- Fidenza
- Grifo Perugia
- Ideal Club Incisa
- Lucca
- Mantova
- Packcenter Imolese
- Piazza 96
- Reggiana
- Vigor Senigallia
- Varazze

Girone D
- Autoscuola Puccio Torretta
- Bari
- Campobasso
- CUS Cosenza
- Libertas Aquile Cammaratese
- Ludos Palermo
- Salernitana Montelladomus
- Serramezzana
- Sporting Sorrento
- Venus

## Primo turno
Nel primo turno tutte le squadre sono state divise in 22 gruppi e le vincenti ciascun gruppo sono state ammesse al secondo turno.

### Gruppo 1
| Pos. | Squadra     | Pt | G | V | N | P | GF | GS | DR |
| ---- | ----------- | -- | - | - | - | - | -- | -- | -- |
| 1.   | La Chivasso | 6  | 2 | 2 | 0 | 0 | 8  | 1  | +7 |
| 2.   | Biellese    | 3  | 2 | 1 | 0 | 1 | 2  | 7  | -5 |
| 3.   | Torino      | 0  | 2 | 0 | 0 | 2 | 0  | 2  | -2 |

| Biellese    | 1 - 0 | Torino      | 3 settembre 2000  |
| Torino      | 0 - 1 | La Chivasso | 7 settembre 2000  |
| La Chivasso | 7 - 1 | Biellese    | 10 settembre 2000 |

### Gruppo 2
| Pos. | Squadra     | Pt | G | V | N | P | GF | GS | DR   |
| ---- | ----------- | -- | - | - | - | - | -- | -- | ---- |
| 1.   | Sarzana     | 6  | 2 | 2 | 0 | 0 | 11 | 0  | +111 |
| 2.   | Alessandria | 1  | 2 | 0 | 1 | 1 | 1  | 5  | -4   |
| 3.   | Varazze     | 1  | 2 | 0 | 1 | 1 | 1  | 8  | -7   |

| Alessandria | 0 - 4 | Sarzana     | 3 settembre 2000 |
| Varazze     | 1 - 1 | Alessandria | 6 settembre 2000 |
| Sarzana     | 7 - 0 | Varazze     | 9 settembre 2000 |

### Gruppo 3
| Pos. | Squadra         | Pt | G | V | N | P | GF | GS | DR |
| ---- | --------------- | -- | - | - | - | - | -- | -- | -- |
| 1.   | Como 2000       | 6  | 2 | 2 | 0 | 0 | 5  | 2  | +3 |
| 2.   | Tradate Abbiate | 3  | 2 | 1 | 0 | 1 | 5  | 3  | +2 |
| 3.   | Vallassinese    | 0  | 2 | 0 | 0 | 2 | 2  | 7  | -5 |

| Vallassinese    | 1 - 3 | Como 2000       | 3 settembre 2000  |
| Tradate Abbiate | 4 - 1 | Vallassinese    | 6 settembre 2000  |
| Como 2000       | 2 - 1 | Tradate Abbiate | 10 settembre 2000 |

### Gruppo 4
| Pos. | Squadra             | Pt | G | V | N | P | GF | GS | DR  |
| ---- | ------------------- | -- | - | - | - | - | -- | -- | --- |
| 1.   | ACF Milan           | 6  | 2 | 2 | 0 | 0 | 13 | 0  | +13 |
| 2.   | Sporting Segrate 92 | 3  | 2 | 1 | 0 | 1 | 4  | 2  | +2  |
| 3.   | Mantova             | 0  | 2 | 0 | 0 | 2 | 1  | 16 | -15 |

| Mantova             | 1 - 4  | Sporting Segrate 92 | 3 settembre 2000  |
| Milan               | 12 - 0 | Mantova             | 6 settembre 2000  |
| Sporting Segrate 92 | 0 - 1  | Milan               | 10 settembre 2000 |

### Gruppo 5
| Squadra 1            | Totale | Squadra 2 | Andata | Ritorno |
| -------------------- | ------ | --------- | ------ | ------- |
| 3 - 9 settembre 2000 |        |           |        |         |
| Aurora Bergamo       | 1 - 8  | G.E.A.S.  | 0 - 6  | 1 - 2   |

### Gruppo 6
| Pos. | Squadra      | Pt | G | V | N | P | GF | GS | DR |
| ---- | ------------ | -- | - | - | - | - | -- | -- | -- |
| 1.   | Fiamma Monza | 6  | 2 | 2 | 0 | 0 | 6  | 0  | +6 |
| 2.   | Reggiana     | 3  | 2 | 1 | 0 | 1 | 2  | 6  | -4 |
| 3.   | Fidenza      | 0  | 2 | 0 | 0 | 2 | 1  | 3  | -2 |

| Fidenza     | 0 - 1 | Fiammamonza | 3 settembre 2000 |
| Reggiana    | 2 - 1 | Fidenza     | 6 settembre 2000 |
| Fiammamonza | 5 - 0 | Reggiana    | 9 settembre 2000 |

### Gruppo 7
| Pos. | Squadra                    | Pt | G | V | N | P | GF | GS | DR  |
| ---- | -------------------------- | -- | - | - | - | - | -- | -- | --- |
| 1.   | Foroni                     | 6  | 2 | 2 | 0 | 0 | 15 | 0  | +15 |
| 2.   | Union Altavilla Tavarnelle | 3  | 2 | 1 | 0 | 1 | 2  | 8  | -6  |
| 3.   | Hellas Oppeano             | 0  | 2 | 0 | 0 | 2 | 1  | 10 | -9  |

| Union Altavilla Tavarnelle | 2 - 1 | Hellas Oppeano             | 3 settembre 2000 |
| Hellas Oppeano             | 0 - 8 | Foroni                     | 6 settembre 2000 |
| Foroni                     | 7 - 0 | Union Altavilla Tavarnelle | 9 settembre 2000 |

### Gruppo 8
| Pos. | Squadra       | Pt | G | V | N | P | GF | GS | DR  |
| ---- | ------------- | -- | - | - | - | - | -- | -- | --- |
| 1.   | Bardolino     | 6  | 2 | 2 | 0 | 0 | 11 | 1  | +10 |
| 2.   | VeneziaJesolo | 1  | 2 | 0 | 1 | 1 | 2  | 5  | -3  |
| 3.   | Gordige       | 1  | 2 | 0 | 1 | 1 | 1  | 8  | -7  |

| Bardolino     | 4 - 1 | VeneziaJesolo | 2 settembre 2000  |
| VeneziaJesolo | 1 - 1 | Gordige       | 6 settembre 2000  |
| Gordige       | 0 - 7 | Bardolino     | 10 settembre 2000 |

### Gruppo 9
| Pos. | Squadra          | Pt | G | V | N | P | GF | GS | DR |
| ---- | ---------------- | -- | - | - | - | - | -- | -- | -- |
| 1.   | Libertas Pasiano | 6  | 2 | 2 | 0 | 0 | 4  | 2  | +2 |
| 2.   | Belluno          | 1  | 2 | 0 | 1 | 1 | 2  | 3  | -1 |
| 2.   | Vittorio Veneto  | 1  | 2 | 0 | 1 | 1 | 2  | 3  | -1 |

| Belluno          | 1 - 2 | Libertas Pasiano | 3 settembre 2000  |
| Vittorio Veneto  | 1 - 1 | Belluno          | 9 settembre 2000  |
| Libertas Pasiano | 2 - 1 | Vittorio Veneto  | 10 settembre 2000 |

### Gruppo 10
| Pos. | Squadra               | Pt | G | V | N | P | GF | GS | DR |
| ---- | --------------------- | -- | - | - | - | - | -- | -- | -- |
| 1.   | Tavagnacco            | 6  | 2 | 2 | 0 | 0 | 6  | 0  | +6 |
| 2.   | Chiasiellis           | 3  | 2 | 1 | 0 | 1 | 3  | 5  | -2 |
| 3.   | Tenelo Club Rivignano | 0  | 2 | 0 | 0 | 2 | 0  | 4  | -4 |

| Tenelo Club Rivignano | 0 - 3 | Chiasiellis           | 3 settembre 2000  |
| Tavagnacco            | 1 - 0 | Tenelo Club Rivignano | 6 settembre 2000  |
| Chiasiellis           | 0 - 5 | Tavagnacco            | 10 settembre 2000 |

### Gruppo 11
| Pos. | Squadra            | Pt | G | V | N | P | GF | GS | DR |
| ---- | ------------------ | -- | - | - | - | - | -- | -- | -- |
| 1.   | Vigor Senigallia   | 3  | 2 | 1 | 0 | 1 | 8  | 6  | +2 |
| 2.   | Dinamo Faenza      | 3  | 2 | 1 | 0 | 1 | 7  | 7  | 0  |
| 3.   | Packcenter Imolese | 3  | 2 | 1 | 0 | 1 | 4  | 6  | -2 |

| Packcenter Imolese | 3 - 2 | Vigor Senigallia   | 3 settembre 2000 |
| Vigor Senigallia   | 6 - 3 | Dinamo Faenza      | 6 settembre 2000 |
| Dinamo Faenza      | 4 - 1 | Packcenter Imolese | 9 settembre 2000 |

### Gruppo 12
| Squadra 1             | Totale | Squadra 2         | Andata | Ritorno |
| --------------------- | ------ | ----------------- | ------ | ------- |
| 2 - 10 settembre 2000 |        |                   |        |         |
| Aircargo Agliana      | 10 - 0 | Ideal Club Incisa | 4 - 0  | 6 - 0   |

### Gruppo 13
| Pos. | Squadra   | Pt | G | V | N | P | GF | GS | DR  |
| ---- | --------- | -- | - | - | - | - | -- | -- | --- |
| 1.   | Pisa      | 6  | 2 | 2 | 0 | 0 | 11 | 1  | +10 |
| 2.   | Lucca     | 3  | 2 | 1 | 0 | 1 | 4  | 10 | -6  |
| 3.   | Piazza 96 | 0  | 2 | 0 | 0 | 2 | 1  | 5  | -4  |

| Lucca     | 1 - 9 | Pisa      | 3 settembre 2000 |
| Piazza 96 | 1 - 3 | Lucca     | 6 settembre 2000 |
| Pisa      | 2 - 0 | Piazza 96 | 9 settembre 2000 |

### Gruppo 14
| Squadra 1             | Totale | Squadra 2     | Andata | Ritorno |
| --------------------- | ------ | ------------- | ------ | ------- |
| 3 - 10 settembre 2000 |        |               |        |         |
| Autolelli Picenum     | 6 - 1  | Grifo Perugia | 3 - 0  | 3 - 1   |

### Gruppo 15
| Pos. | Squadra       | Pt | G | V | N | P | GF | GS | DR  |
| ---- | ------------- | -- | - | - | - | - | -- | -- | --- |
| 1.   | Torres FO.S.  | 6  | 2 | 2 | 0 | 0 | 14 | 0  | +14 |
| 2.   | Olbia         | 3  | 2 | 1 | 0 | 1 | 2  | 4  | -2  |
| 3.   | Attilia Nuoro | 0  | 2 | 0 | 0 | 2 | 0  | 12 | -12 |

| Attilia Nuoro | 0 - 2  | Olbia         | 3 settembre 2000  |
| Torres FO.S.  | 10 - 0 | Attilia Nuoro | 6 settembre 2000  |
| Olbia         | 0 - 4  | Torres FO.S.  | 10 settembre 2000 |

### Gruppo 16
| Squadra 1             | Totale | Squadra 2 | Andata | Ritorno |
| --------------------- | ------ | --------- | ------ | ------- |
| 2 - 10 settembre 2000 |        |           |        |         |
| Atletico Oristano     | 6 - 0  | Cagliari  | 4 - 0  | 2 - 0   |

### Gruppo 17
| Squadra 1             | Totale | Squadra 2  | Andata | Ritorno |
| --------------------- | ------ | ---------- | ------ | ------- |
| 2 - 10 settembre 2000 |        |            |        |         |
| Ruco Line Lazio       | 22 - 0 | Campobasso | 14 - 0 | 8 - 0   |

### Gruppo 18
| Squadra 1             | Totale | Squadra 2 | Andata | Ritorno |
| --------------------- | ------ | --------- | ------ | ------- |
| 3 - 10 settembre 2000 |        |           |        |         |
| Venus                 | 2 - 1  | Bari      | 1 - 0  | 1 - 1   |

### Gruppo 19
| Pos. | Squadra                   | Pt | G | V | N | P | GF | GS | DR |
| ---- | ------------------------- | -- | - | - | - | - | -- | -- | -- |
| 1.   | Sporting Sorrento         | 6  | 2 | 2 | 0 | 0 | 5  | 0  | +5 |
| 2.   | Salernitana Montelladomus | 3  | 2 | 1 | 0 | 1 | 5  | 5  | 0  |
| 3.   | Serramezzana              | 0  | 2 | 0 | 0 | 2 | 2  | 7  | -5 |

| Salernitana Montelladomus | 0 - 3 | Sporting Sorrento         | 3 settembre 2000  |
| Serramezzana              | 2 - 5 | Salernitana Montelladomus | 6 settembre 2000  |
| Sporting Sorrento         | 2 - 0 | Serramezzana              | 10 settembre 2000 |

### Gruppo 20
| Squadra 1             | Totale | Squadra 2   | Andata | Ritorno |
| --------------------- | ------ | ----------- | ------ | ------- |
| 2 - 10 settembre 2000 |        |             |        |         |
| Gravina Catania       | 6 - 2  | CUS Cosenza | 1 - 0  | 5 - 2   |

### Gruppo 21
| Squadra 1             | Totale | Squadra 2                   | Andata | Ritorno |
| --------------------- | ------ | --------------------------- | ------ | ------- |
| 2 - 10 settembre 2000 |        |                             |        |         |
| Aquile Palermo        | 19 - 2 | Libertas Aquile Cammaratese | 11 - 1 | 8 - 1   |

### Gruppo 22
| Squadra 1                  | Totale | Squadra 2     | Andata | Ritorno |
| -------------------------- | ------ | ------------- | ------ | ------- |
| 3 - 10 settembre 2000      |        |               |        |         |
| Autoscuola Puccio Torretta | 2 - 5  | Ludos Palermo | 1 - 2  | 1 - 3   |

## Secondo turno
Al secondo turno le 22 squadre vincenti il primo turno sono state divise in 8 gruppi e le squadre vincenti ciascun gruppo sono state ammesse ai quarti di finale.

### Gruppo 1
| Pos. | Squadra     | Pt | G | V | N | P | GF | GS | DR |
| ---- | ----------- | -- | - | - | - | - | -- | -- | -- |
| 1.   | La Chivasso | 6  | 2 | 2 | 0 | 0 | 4  | 0  | +4 |
| 2.   | Como 2000   | 1  | 2 | 0 | 1 | 1 | 2  | 4  | -2 |
| 2.   | Sarzana     | 1  | 2 | 0 | 1 | 1 | 2  | 4  | -2 |

| Sarzana     | 0 - 2 | La Chivasso | 1º novembre 2000 |
| Como 2000   | 2 - 2 | Sarzana     | 6 dicembre 2000  |
| La Chivasso | 2 - 0 | Como 2000   | 7 gennaio 2001   |

### Gruppo 2
| Pos. | Squadra      | Pt | G | V | N | P | GF | GS | DR |
| ---- | ------------ | -- | - | - | - | - | -- | -- | -- |
| 1.   | ACF Milan    | 6  | 2 | 2 | 0 | 0 | 5  | 0  | +5 |
| 2.   | G.E.A.S.     | 3  | 2 | 1 | 0 | 1 | 4  | 5  | -1 |
| 3.   | Fiamma Monza | 0  | 2 | 0 | 0 | 2 | 2  | 6  | -4 |

| G.E.A.S.    | 0 - 3 | Milan       | 1º novembre 2000 |
| Fiammamonza | 2 - 4 | G.E.A.S.    | 18 novembre 2000 |
| Milan       | 2 - 0 | Fiammamonza | 23 dicembre 2000 |

### Gruppo 3
| Pos. | Squadra          | Pt | G | V | N | P | GF | GS | DR |
| ---- | ---------------- | -- | - | - | - | - | -- | -- | -- |
| 1.   | Bardolino        | 6  | 2 | 2 | 0 | 0 | 3  | 0  | +3 |
| 2.   | Foroni           | 3  | 2 | 1 | 0 | 1 | 2  | 1  | +1 |
| 3.   | Libertas Pasiano | 0  | 2 | 0 | 0 | 2 | 0  | 4  | -4 |

| Bardolino        | 1 - 0 | Foroni           | 1º novembre 2000 |
| Foroni           | 2 - 0 | Libertas Pasiano | 6 dicembre 2000  |
| Libertas Pasiano | 0 - 2 | Bardolino        | 23 dicembre 2000 |

### Gruppo 4
| Pos. | Squadra            | Pt | G | V | N | P | GF | GS | DR |
| ---- | ------------------ | -- | - | - | - | - | -- | -- | -- |
| 1.   | Aircargo Agliana   | 6  | 2 | 2 | 0 | 0 | 2  | 0  | +1 |
| 2.   | Tavagnacco         | 3  | 2 | 1 | 0 | 1 | 5  | 1  | +4 |
| 3.   | Packcenter Imolese | 0  | 2 | 0 | 0 | 2 | 0  | 6  | -6 |

| Packcenter Imolese | 0 - 1 | Aircargo Agliana   | 1º novembre 2000 |
| Tavagnacco         | 5 - 0 | Packcenter Imolese | 6 dicembre 2000  |
| Aircargo Agliana   | 1 - 0 | Tavagnacco         | 23 dicembre 2000 |

### Gruppo 5
| Squadra 1                          | Totale | Squadra 2         | Andata | Ritorno |
| ---------------------------------- | ------ | ----------------- | ------ | ------- |
| 11 novembre 2000 - 24 gennaio 2001 |        |                   |        |         |
| Torres FO.S.                       | 4 - 2  | Atletico Oristano | 3 - 0  | 1 - 2   |

### Gruppo 6
| Pos. | Squadra           | Pt | G | V | N | P | GF | GS | DR |
| ---- | ----------------- | -- | - | - | - | - | -- | -- | -- |
| 1.   | Ruco Line Lazio   | 6  | 2 | 2 | 0 | 0 | 9  | 0  | +9 |
| 2.   | Autolelli Picenum | 3  | 2 | 1 | 0 | 1 | 2  | 6  | -4 |
| 3.   | Pisa              | 0  | 2 | 0 | 0 | 2 | 1  | 6  | -5 |

| Ruco Line Lazio   | 4 - 0 | Pisa              | 1º novembre 2000 |
| Pisa              | 1 - 2 | Autolelli Picenum | 6 dicembre 2000  |
| Autolelli Picenum | 0 - 5 | Ruco Line Lazio   | 23 dicembre 2000 |

### Gruppo 7
| Pos. | Squadra           | Pt | G | V | N | P | GF | GS | DR  |
| ---- | ----------------- | -- | - | - | - | - | -- | -- | --- |
| 1.   | Gravina           | 6  | 2 | 2 | 0 | 0 | 5  | 1  | +14 |
| 2.   | Venus             | 3  | 2 | 1 | 0 | 1 | 3  | 3  | 0   |
| 3.   | Sporting Sorrento | 0  | 2 | 0 | 0 | 2 | 2  | 6  | -4  |

| Gravina Catania   | 3 - 1 | Sporting Sorrento | 15 novembre 2000 |
| Sporting Sorrento | 1 - 3 | Venus             | 26 novembre 2000 |
| Venus             | 0 - 2 | Gravina Catania   | 10 dicembre 2000 |

### Gruppo 8
| Squadra 1                      | Totale | Squadra 2     | Andata | Ritorno |
| ------------------------------ | ------ | ------------- | ------ | ------- |
| 1º novembre - 20 dicembre 2000 |        |               |        |         |
| Aquile Palermo                 | 1 - 4  | Ludos Palermo | 1 - 1  | 0 - 3   |

## Quarti di finale
| Squadra 1     | Totale | Squadra 2        | Andata | Ritorno |
| ------------- | ------ | ---------------- | ------ | ------- |
| Bardolino     | 1 - 0  | Aircargo Agliana | 1 - 0  | 0 - 0   |
| Milan         | 3 - 2  | La Chivasso      | 2 - 2  | 1 - 0   |
| Torres FO.S.  | 4 - 3  | Lazio            | 4 - 0  | 0 - 3   |
| Ludos Palermo | 4 - 7  | Gravina Catania  | 4 - 5  | 0 - 2   |

## Semifinali
| Squadra 1       | Totale | Squadra 2    | Andata | Ritorno |
| --------------- | ------ | ------------ | ------ | ------- |
| Milan           | 2 - 5  | Bardolino    | 0 - 2  | 2 - 3   |
| Gravina Catania | 3 - 8  | Torres FO.S. | 3 - 6  | 0 - 2   |

## Finale
| Arbitro: | Sabrina Rinaldi (Milano) |

|             |           |  |
| Guarino 48’ | Marcatori |  |

### Formazioni
| Torres FO.S.          |    |                   |       |
|                       |    |                   |       |
| POR                   | 1  | Elisa Forlucci    |       |
| DIF                   | 2  | Damiana Deiana    |       |
| DIF                   | 3  | Eleonora Carrus   | 90+5’ |
| DIF                   | 4  | Maria Grazia Ruiu |       |
| DIF                   | 5  | Gioia Masia       |       |
| CEN                   | 6  | Pamela Conti      | 73’   |
| CEN                   | 7  | Monica Placchi    |       |
| CEN                   | 8  | Daniela Tavalazzi |       |
| ATT                   | 9  | Rita Guarino      |       |
| ATT                   | 10 | Antonella Carta   |       |
| ATT                   | 11 | Ángeles Parejo    |       |
| A disposizione:       |    |                   |       |
| DIF                   | ?  | Manuela Carboni   | 90+5’ |
| CEN                   | ?  | Erika Salaris     | 73’   |
| Allenatore:           |    |                   |       |
| Salvatore "Tore" Arca |    |                   |       |

| Bardolino       |    |                        |     |
|                 |    |                        |     |
| POR             | 1  | Fabiana Comin          |     |
| DIF             | 2  | Moira Placchi          |     |
| DIF             | 3  | Cristina Cassanelli    |     |
| DIF             | 4  | Laura Barbierato       |     |
| DIF             | 5  | Sara Magnaguagno       |     |
| CEN             | 6  | Giorgia Motta          | 63’ |
| CEN             | 7  | Valentina Boni         |     |
| CEN             | 8  | Piera Cassandra Maglio |     |
| CEN             | 9  | Roberta Ulivi          | 87’ |
| ATT             | 10 | Antonietta Formisano   |     |
| ATT             | 11 | Beatrice De Stefano    |     |
| A disposizione  |    |                        |     |
| DIF             | ?  | Chiara Battistoli      |     |
| CEN             | ?  | Ilenia Sancassani      |     |
| Allenatore:     |    |                        |     |
| Anna Maria Mega |    |                        |     |